# Difracció d'electrons
La difracció d'electrons  és una tècnica utilitzada per estudiar la matèria fent que un feix d'electrons incideixi sobre una mostra i observant el patró d'interferència resultant. Aquest fenomen té lloc gràcies a la dualitat ona-partícula, que estableix que una partícula de matèria (en aquest cas l'electró que incideix) pot ser descrita com una ona. Per aquesta raó, un electró pot ser considerat com una ona molt similar al so o ones en l'aigua. Aquesta tècnica és similar a la difracció dels raigs-X o la difracció de neutrons.

## Utilització
La Difracció d'electrons és freqüentment utilitzada en física i química de sòlids per estudiar l'estructura cristal·lina dels sòlids. Aquests experiments es realitzen normalment utilitzant un microscopi electrònic per transmissió (MET o TEM per les sigles en anglès), o un microscopi elctrónico per escaneig (MES o SEM per les sigles en anglès), com l'utilitzat a la difracció d'electrons per retrodispersión. En aquests instruments, els electrons són accelerats mitjançant electroestàtica potencial per així obtenir l'energia desitjada i incrementar la seva longitud d'ona abans que aquest interaccioni amb la mostra en estudi.
L'estructura periòdica d'un sòlid cristal actua com una reixeta de difracció, dispersant els electrons d'una manera predictible. A partir del patró de difracció observat és possible deduir l'estructura del cristall que produeix aquest patró de difracció. No obstant això, aquesta tècnica està limitada pel problema de fase.
A part de l'estudi dels vidres, la difracció d'electrons és també una tècnica útil per a l'estudi de sòlids amorfs, i la geometria de les molècules gasoses.

## Història
La hipòtesi de De Broglie, formulada al final de 1926, proposa que les partícules també es comporten com ones. Tres anys més tard, la fórmula de De Broglie es va comprovar per als electrons (que tenen massa en repòs) mitjançant l'observació de la difracció d'electrons en dos experiments independents. Un realitzat per George Paget Thomson a la Universitat d'Aberdeen, qui va fer passar un feix d'electrons a través d'una prima capa de metall i va observar els patrons d'interferència predits. L'altre experiment el van realitzar Clinton Joseph Davisson i Lester Halbert Germer en els Laboratoris Bell, ells van fer passar un feix d'electrons a través d'una reixeta cristal·lina. Per aquest treball, Thomson i Davisson van compartir el Premi Nobel de Física a 1937.

## Teoria

### Interacció dels electrons amb la matèria
A diferència d'altres tipus de radiació utilitzats en estudis de difracció de materials, com ara els raigs-X i els neutrons, els electrons són partícules que tenen càrrega i interaccionen amb la matèria a través de la força elèctrica. Això significa que els electrons que incideixen són influenciats tant per la càrrega positiva del nucli atòmic com pels electrons que envolten el nucli. En comparació, els raigs-X interaccionen amb la distribució espacial dels electrons en les capes exteriors (electrons de valor), mentre que els neutrons són dispersats per la força de la interacció nuclear forta del nucli. A més, el moment magnètic dels neutrons és diferent de zero, de manera que també són dispersats per camps magnètics. La diferència en la manera en què les tres formes de radiació interaccionen amb la matèria permet que es puguin utilitzar en diferents tipus d'anàlisi.

### Intensitat del feix difractat
En l'aproximació cinemàtica per a la difracció d'electrons, la intensitat del feix difractat aquesta donada per:
{\displaystyle I_{\mathbf {g} }=\left|\psi _{\mathbf {g} }\right|^{2}\propto \left|F_{\mathbf {g} }\right|^{2}}
Aquí {\displaystyle \psi _{\mathbf {g} }} és la funció d'ona del feix difractat i {\displaystyle F_{\mathbf {g} }} és l'anomenada factor estructural que és donat per :
{\displaystyle F_{\mathbf {g} }=\sum _{i}f_{i}e^{-2\pi i{\vec {g}}\cdot \mathbf {r} _{i}}}
on {\displaystyle \mathbf {g} } és el vector de dispersió del feix difractat, {\displaystyle \mathbf {r} _{i}} és la posició d'un àtom {\displaystyle i} dins de la cel·la elemental, i {\displaystyle f_{i}} és la capacitat de dispersió d'un àtom, també anomenat factor de forma atòmic. El total és la suma de tots els àtoms en la cel·la unitat.
El factor estructural descriu la forma en què un feix d'electrons serà dispersat pels àtoms de la cel·la elemental del vidre, tenint en compte les diferències en la capacitat de dispersió dels elements en el terme {\displaystyle f_{i}}. Atès que els àtoms estan distribuïts espacialment en el grup atòmic, hi haurà una diferència en la fase quan es consideri l'amplitud de dispersió de dos àtoms daus. Aquest desplaçament de la fase està pres en compte en el terme exponencial de l'equació.
El factor de forma atòmic, o capacitat de dispersió, d'un element depèn del tipus de radiació que es utilitzi atès que els electrons interaccionen amb la matèria en forma diferent de com ho fan, per exemple els raigs-X.

### Longitud d'ona dels electrons
La llargada d'ona d'un electró aquesta donada per l'equació de Broglie:
{\displaystyle \lambda ={\frac {h}{p}}}
On {\displaystyle h} és la constant de Planck i {\displaystyle p} el moment d'electró. Els electrons són accelerats en un pontecial elèctric {\displaystyle U} fins a la velocitat desitjada:
{\displaystyle v={\sqrt {\frac {2EU}{m_{0}}}}}
Aquí {\displaystyle m_{0}} és la massa de l'electró, i {\displaystyle i} és la càrrega elemental. La longitud d'ona de l'electró serà:
{\displaystyle \lambda ={\frac {h}{p}}={\frac {h}{m_{0}v}}={\frac {h}{\sqrt {2m_{0}eU}}}}
Tanmateix, en un microscopi d'electrons l'acceleració potencial és usualment de diversos milers de volts que accelera l'electró a una considerable fracció de la velocitat de la llum. Un microscopi electrònic per escaneig pot operar amb una acceleració potencial de 10.000 volts (10 kV) amb el que l'electró arriba a una velocitat d'aproximadament un 20% de la velocitat de la llum, mentre que un microscopi electrònic de transmissió pot operar a 200 kV elevant la velocitat de l'electró fins a un 70% de la velocitat de la llum. Per tant, necessitem tenir en compte els efectes relativistes. L'equació de la longitud d'ona de l'electró quedaria modificada d'aquesta manera:
{\displaystyle \lambda ={\frac {h}{\sqrt {2m_{0}eU}}}{\frac {1}{\sqrt {1+{\frac {EU}{2m_{0}c^{2}}}}}}}
On {\displaystyle c} és la velocitat de la llum. El primer terme en aquesta expressió es reconeix com l'expressió derivada no-relativista, mentre que l'últim terme es coneix com el factor de correcció relativista. La lontgitud d'ona dels electrons en un microscopi electrònic d'escaneig a 10 kV és llavors de 12/3 x 10  -12  m (12.3 pm) mentre que en un microscopi electrònic de transmissió operant a 200 kV la longitud d'ona és de 2.5 pm. En comparació, la longitud d'ona dels raigs-X utilitzats en una difracció de raigs-X és a l'ordre dels 100 pm (Cu ka:? = 154 pm).

## Difracció d'electrons en un microscopi electrònic de transmissió
La difracció d'electrons en sòlids es realitza normalment amb un microscopi electrònic de transmissió on els electrons passen a través d'una pel·lícula ultra prima del material en estudi. El patró de difracció resultant és observat en una pantalla fluoroscente, fotografiat en pel·lícula o en forma digital.

### Beneficis
Com s'ha esmentat a dalt, la longitud d'ona d'un electró accelerat en un microscopi electrònic de transmissió és bastant més petita que la de la radiació utilitzada en els experiments de difracció de raigs-X. Una conseqüència d'això és que el radi de l'esfera Ewald és més gran en la difracció d'electrons que a la difracció de raigs-X, amb el que l'experiment de difracció pot revelar més de la distribució bidimensional dels punts en la trama.
A més, la lent electrònica permet modificar la geometria de l'experiment de difracció. Conceptualment, la geometria més simple és un feix paral·lel d'electrons incidint perpendicularment sobre la mostra. No obstant això, quan els electrons incideixen sobre l'espècimen en forma de con permeten, en efecte, fer una difracció amb diferents angles d'incidència al mateix temps. Aquesta tècnica és anomenada Difracció d'Electrons de Fes Convergent (CBED per les seves sigles en anglès), i pot revelar la simetria tridimensional del cristall.
En un microscopi electrònic de transmissió, es pot seleccionar un simple gra de vidre o partícula per realitzar l'experiment de difracció. Això significa que aquests experiments poden realitzar sobre cristalls de mida nanomètrica, mentre que altres tècniques de difracció han d'utilitzar una mostra multicristalina limitant l'observació. A més, la difracció d'electrons en un MET pot ser combinada amb imatges directes de la mostra, incloent-hi imatges d'alta resolució de la trama del vidre, i altres tècniques com ara l'anàlisi química de la composició de la mostra mitjançant una espectroscòpia de dispersió d'energia amb raigs-X, investigació de l'estructura electrònica i atracció amb una espectroscopia per pèrdua d'energia electrònica, i estudis del potencial mitjana intern amb una holografia d'electrons.

### Funcionament

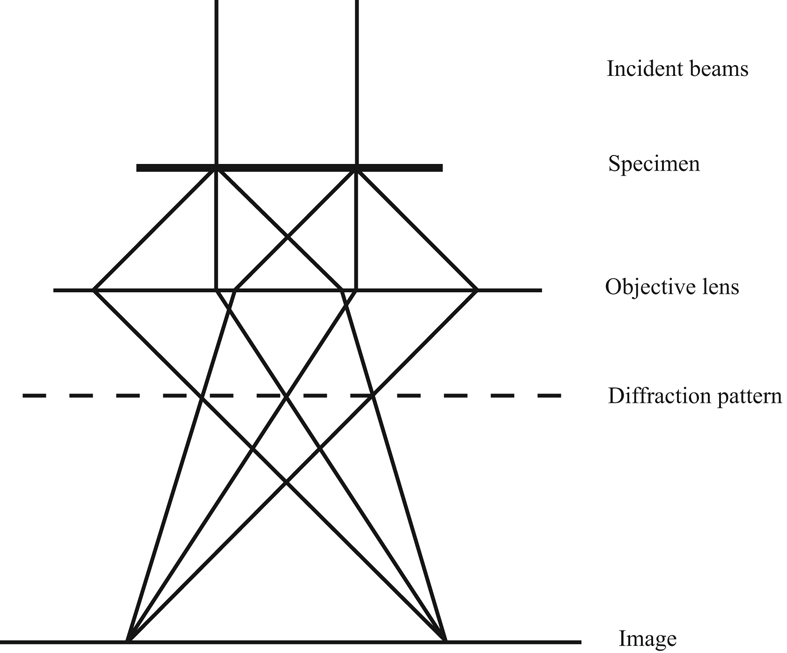
1: Esquema del recorregut d'un feix d'electrons en un MET.

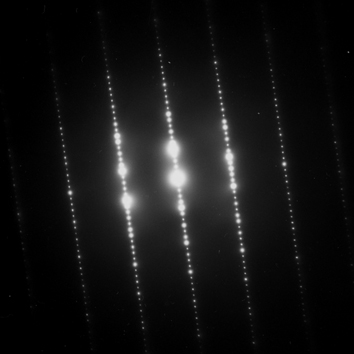
2: Patró de difracció típic obtingut en un MET amb un feix d'electrons paral·lel.

La figura 1 a la dreta és un esbós simple del camí que segueix un feix d'electrons paral·lel en un MET, iniciant just per sobre de la mostra i cap avall fins a la pantalla fluoroscente. A mesura que els electrons passen a través de la mostra són dispersats pel potencial electomagnético estableixen els elements que constitueixen la mostra. Després que els electrons abandonen la mostra passen a través de l'objectiu (lent) electromagnètic, que aplega els electrons dispersats en una mateixa direcció i els s'enfoca en un sol punt, aquest és el pla focal de microscopi i és aquí on es forma la imatge. Manipulant la lent magnètica del microscopi és possible observar el patró de dispersió projectat a la pantalla en lloc de la imatge. Un exemple d'una imatge obtinguda en aquesta forma es mostra a la figura #2.
Si la mostra s'inclina pel que fa al feix d'electrons, s'obté un patró de difracció amb diferent orientació. D'aquesta manera, la trama recíproca del vidre pot ser delineat en tres dimensions. Estudiant l'absència sistemàtica de punts de difracció es pot determinar la presència de la trama Bravais, de qualsevol eix de rotació així com plànols de reflexió.

### Limitacions
La difracció d'electrons amb un MET té diverses limitacions important. Primer, la mostra ha de ser transparent als electrons, el que significa que l'ample de la mostra de ser de l'ordre de 100 nm o menys. Per tant, pot ser que es necessiti una preparació lenta i acurada de la mostra. A més, moltes mostres són vulnerables als danys de la radiació del feix d'electrons.
L'estudi de materials magnètics és difícil donat que els camps magnètics desvien els electrons per la força Lorentz. Tot i que aquest fenomen pot ser utilitzat per studiar el domini magnètic dels materials mitjançant la microcospía de forces de Lorentz, fa virtualment impossible determinar l'estructura del cristall.
A més, la difracció d'electrons és sovint considerada una tècnica adequada per determinar simetria, però inexacta per determinar paràmetres del tramat així com per determinar posicions atòmiques. En principi, aquest no és el cas exactament: s'ha demostrat que es poden obtenir paràmetres de la trama amb un error relatiu menor al 0,1%. No obstant això, és molt difícil obtenir les condisiones experimentals adequades. Aquest procediment segueix sent considerat com lent i els resultats són difícils d'interpretar, per la qual cosa és comú que es prefereixi utilitzar la difracció amb raigs-X o de neutrons per determinar paràmetres de tramat i posicions atòmiques.
No obstant això, la major limitació de la difracció d'electrons en un MET és l'alt nivell d'interacció que requereix l'usuari, comparativament. La difracció amb raigs-X o neutrons està molt automatitzada, igual que la interpretació de les dades obtingudes. Per contra, la difracció d'electrons necessita un alt nivell d'interacció per part de l'usuari.

## Anotacions
1. ↑  En l'article en anglès s'utilitza el terme "unit cell" que és l'agrupació atòmica o molecular bàsica, la repetició forma la trama de l'estructura cristal